# 丁允元
丁允元（1598年—？），字長仁，號右海，山東青州府莒州日照縣人，明末清初政治人物。

## 生平
天啟四年（1624年）甲子科山東鄉試第六十三名舉人，崇禎四年（1631年）辛未科進士。工部觀政，授中書舍人，九年（1636年）任順天鄉試同考官，十年（1637年）升戶科給事中。先是日照力役煩苦，敬陳邑瘠，一疏奉有命旨，允條鞭之例，去僉揭之苦，照民始蘇。糾劾都御史某落職，謫福建按察司照磨。順治二年（1645年）起為蘇州府知府，三年（1646年）升江南按察司副使、兵備安廬，時奉檄丈蘆洲田，皆虛增以希當路，公獨清欺隱，均包占，不加尺寸以累民。屬邑有冤獄，株連甚衆，公平反，多所全活，以此忤上官意，解任。後補榆林道，以母老不就。